# Koloman II Asen
Koloman II Asen (zm. 1256, bułg.: Коломан albo Калиман II Асен) – bułgarski car (panował przez kilka miesięcy 1256 roku).

## Życiorys
Koloman II Asen pochodził z bułgarskiej dynastii Asenowiczów. Był synem sewastokratora Aleksandra, młodszego brata Iwana Asena II. Data jego urodzin nie jest znana. Jego matka bywa identyfikowana z serbską księżniczką z dynastii Nemaniczów, żoną sewastokratora Aleksandra. Wymaga to jednak utożsamienia Kolomana II z ich synem, sewastokratorem Kałojanem.
Niepowodzenia Michała I Asena w wojnie z Cesarstwem Nicejskim, przypieczętowane w czerwcu lub lipcu 1256 roku pokojem w Regina (Erkene w Tracji), na mocy którego cesarze nicejscy zachowywali swe wcześniejsze zdobycze, a jedynie północna Macedonia ze Skopje wracała do Bułgarii, doprowadziły do wybuchu niezadowolenia wśród bojarów. Na czele opozycji stanął Koloman, który zamordował Michała I Asena podczas polowania w okolicach Tyrnowa jesienią 1256 roku. Po zabójstwie cara Koloman sam ogłosił się carem poślubiając wdowę po zamordowanym, córkę Rościsława, bana Maczwy, Marię. Rościsław jako teść zamordowanego cara również jednak zgłosił pretensje do korony carskiej. Nadciągnął na czele swego wojska spod Belgradu pod Tyrnowo. Koloman II Asen zbiegł. Rościsław nie zdołał opanować Tyrnowa i wraz z córką powrócił do swoich włości. W drodze powrotnej zdołał jednak oderwać od Bułgarii Widyń i tam ogłosił się carem bułgarskim. Tron carski w Tyrnowie opanował Mico szwagier zamordowanego Michała I Asena. Koloman II opuszczony przez swych stronników został zamordowany.
Jeśliby przyjąć identyfikację Kolomana II z Kałojanem synem sewastokratora Aleksandra, Koloman II żyłby jeszcze za panowania następnego cara Konstantyna Ticha. Około 1259 roku sewastokrator Kałojan, władca ziemi sredeckiej wystawił wraz z żoną Desisławą cerkiew w Bojanie, służącą fundatorom jako mauzoleum grobowe. Na grobowcu umieszczono portrety z jednej strony sewastokratora Kałojana z żoną Desisławą z drugiej cara Konstantyna Ticha z żoną Ireną.